# Rob Bruniges
Robert John „Rob“ Bruniges (* 3. August 1956 in London; † 6. Februar 2023) war ein britischer Fechter.

## Biografie
Robert Bruniges wurde 1976 Juniorenweltmeister und gewann 1981 im Florett den britischen Meistertitel. Bei den Olympischen Sommerspielen 1976 belegte er im Einzelwettkampf mit dem Florett den 23. Platz und wurde Sechster im Mannschaftswettkampf. Vier Jahre später bei den Olympischen Spielen in Moskau nahm er neben dem Florett-Einzel und Mannschaftswettkampf auch im Mannschaftswettkampf mit dem Degen teil. Bei seiner dritten Olympiateilnahme in Los Angeles 1984 wurde er mit Großbritannien erneut Sechster im Mannschaftswettkampf mit dem Florett. Im Einzel nahm er nicht teil.